# Ochetostoma formosulum
Ochetostoma formosulum är en djurart som tillhör fylumet skedmaskar, och som först beskrevs av Lampert 1883.  Ochetostoma formosulum ingår i släktet Ochetostoma och familjen Echiuridae. Inga underarter finns listade i Catalogue of Life.